# Synowie szeryfa
Synowie szeryfa (org. Cahill U.S. Marshal) – amerykański western z 1973 roku w reż. Andrew V. McLaglena. 

## Opis fabuły
J.D. Cahill – długoletni szeryf w małym miasteczku na Dzikim Zachodzie – jest bez reszty oddany swojej pracy. Niestety, jego wielodniowe nieobecności w domu doprowadzają do poczucia osamotnienia i zaniedbania u jego dwóch dorastających synów – Danny'ego i Billy'ego, których od lat wychowuje jako wdowiec. Dwaj młodzi chłopcy, chcąc zrobić na złość swojemu ojcu i ukarać go za zaniedbywanie ich oraz wykazać się przed nim "dorosłością", ulegają namowom grupki bandytów pod przywództwem Abe Frasera i biorą udział w nocnym włamaniu do lokalnego banku. Nie wszystko idzie jednak zgodnie z planem – podczas napadu ginie dwóch ludzi którzy nakryli szajkę, w tym jeden z zastępców szeryfa. Pościg jaki organizuje Cahill przy pomocy wynajętego tropiciela śladów doprowadza do schwytania czterech obcych mężczyzn u których znaleziona zostaje spora suma pieniędzy. Aresztowani twierdzą, że chociaż gotówka pochodzi z kradzieży, z napadem na bank i zabójstwem dwóch ludzi nie mają nic wspólnego. Tymczasem gang Frasera coraz natarczywiej domaga się od Billy'ego zwrotu pieniędzy, który zgodnie z wcześniejszym planem ukrył zrabowaną gotówkę, aby odwrócić wszelkie podejrzenia od rzeczywistych sprawców. Przerażeni perspektywą powieszenia czterech niewinnych ludzi chłopcy, postanawiają zwrócić pieniądze i opowiedzieć wszystko ojcu. Jednak zanim do tego dojdzie ten i tak odkrywa prawdę. Śledzi obydwu synów w trosce o ich bezpieczeństwo wiedząc, że prędzej czy później zostaną oni zaatakowani przez rzeczywistych sprawców napadu, którzy zechcą odzyskać łup. Kiedy w końcu do tego dochodzi, czujny ojciec wkracza do akcji, krwawo rozprawiając się z bandziorami i wywabiając swoich synów z opresji.  

## Obsada aktorska
- John Wayne – szeryf
- George Kennedy – Fraser
- Gary Grimes – as Daniel
- Neville Brand – Rącza Stopa
- Clay O'Brien – Billy
- Marie Windsor – Hetty Green
- Morgan Paull – Struther
- Dan Vadis – Brownie
- Royal Dano – MacDonald
- Scott Walker – Ben
- Denver Pyle – Denver
- Jackie Coogan – Charlie Smith
- Rayford Barnes – Simser
- Dan Kemp – Joe Meehan
- Harry Carey Jr. – Hank
- Walter Barnes – Grady
- Paul Fix – stary człowiek
- Pepper Martin – Casey
- Hank Worden – Albert
- James Nusser – dr Jones
- Murray MacLeod – z-ca szeryfa Gordine
- Hunter von Leer – z-ca szeryfa Jim Kane

i inni. 

## Odbiór
Synowie szeryfa był przedostatnim filmem wytwórni Batjac Productions za którą kryli się bracia John i Michael Wayne'owie. Film spotkał się ze sceptycznym przyjęciem recenzentów. Krytykowano banalną oraz mało wiarygodną fabułę, niski poziom gry aktorskiej (zwłaszcza w wykonaniu Wayne'a). Podobne recenzje film zyskał w Polsce, w której swoją premierę kinową miał w 1975 roku. Utrzymane w podobnym do amerykańskich tonie polskie recenzje, dodatkowo zwracały uwagę na, "ociężałe zdjęcia", a grę samego Wayne'a uznawały za mimowolną parodię klasycznych bohaterów "waynowskich". Krytyk filmowy Adam Horoszczak na łamach tygodnika „Film” pisał: 

Film Andrew McLarena ugina się pod ciężarem aż dwóch stereotypów: klasycznego stereotypu niezwyciężonego stróża prawa i ukształtowanego przez pół wieku ekranowej kariery – stereotypu osobowego Johna Wayna [sic!], nie starzejącego się "gun-fightera". Z przemnożenia tych dwóch stereotypów zrodził się ekranowy szeryf J.D. Cahill, postać pomnikowa, Zeus gromowładny prerii, który nie ulega nikomu i niczemu – nawet starości. [...] Kiedy więc 66-letni Wayne wyjmuje sam sobie nóż z krwawiącej rany, a potem ze złodziejską werwą dosiada wierzchowca –  mamy tu do czynienia nie tyle z żywym człowiekiem, co z postacią wyśnioną przez miliony amerykańskich widzów, którym najwidoczniej odpowiada ów komiksowy wizerunek idola będącego ucieleśnieniem funkcjonującego społecznie mitu niestrudzonej i pełnej wigoru, "młodzieńczej starości". [...] Jeśli ma to budzić nostalgię widza za ongisiejszą, prostolinijną etyką klasycznych waynowskich bohaterów, to ich właśnie Wielki John ośmiesza i parodiuje.